# Народне новине (Ниш)
Народне новине су дневни лист из Ниша. Редакција је смештена у Улици генерала Боже Јанковића бр. 9. у Нишу.

## Историја
Три дана након ослобођења Ниша, у Другом светском рату 8. октобра 1944, излази први број „Гласа слободног Ниша” који представља део историје штампаног новинарства у Нишу. С другим бројем, долази и друго, ново име листа, „Народни лист” које траје до 1. маја 1949, када је име промењено у „Народне новине”, које под тим именом излазе и данас.
Првог јануара 1971. Народне новине постају дневни лист.
Први број листа је имао само две стране, касније је број страна растао (6, 8, 10, 12, 16), као и број читалаца новина. 
Данас Народне новине излазе сваког дана и садрже информације везане за Ниш, Србију, Европу и свет.